# Маини, Ормондо
Ормондо Маини (итал. Ormondo Maini; 16 июля 1835, Виадана — 8 июня 1906, там же) — итальянский оперный певец (бас).

## Биография
Окончил Миланскую консерваторию (1859). Начал петь годом раньше в окрестных небольших городах, но официально дебютировал в 1860 году в миланском театре Каркано в партии Пагано в опере Джузеппе Верди «Ломбардцы в первом крестовом походе». Уже в следующем году впервые вышел на сцену Ла Скала в опере Гаэтано Доницетти «Полиевкт», исполнив свою партию 22 раза в течение сезона. В дальнейшем пел в Ницце, Турине, Кремоне, Пезаро, Кальяри, Модене. В 1865 г. выступал в Валенсии. В 1866—1869 гг. жил и работал в Одессе, в особенности заслужив восторженные отзывы русской критики партией Мефистофеля в опере Шарля Гуно «Фауст».
Вернувшись в Италию в 1870 году, Маини в течение 10 сезонов пел в Ла Скала, находя время для многочисленных гастрольных выступлений по всей Италии, а также в Севилье, Барселоне и Мадриде). Среди важнейших событий его миланской карьеры — премьеры «Джоконды» Амилькаре Понкьелли (1876, партия герцога) и «Фоски» Карлуса Гомеса (первая редакция 1873 и вторая редакция 1878, партия Гайоло), а также итальянская премьера «Аиды» Верди (1872, партия Рамфиса). Кроме того, в 1874 году Маини был одним из солистов в первом исполнении «Реквиема» Верди под управлением автора, который в частном письме оценил его как «баса, которому нет равных» (итал. un basso che non ha rivali).
В 1882—1889 гг. Маини пел в различных итальянских городах, в том числе в Кремоне, Форли, Риме, Неаполе, а также в Берлине и Варшаве (1882). Среди премьер с его участием — «Дочь Иевфая» Джорджо Мичели (1886, Неаполь). Последнее появление Маини на сцене относится к 1889 году (в Палермо).
Еще в Венеции в 1877 выступил в Севильском цирюльнике (Россини) с Аделина Патти.
Женой Маини в 1877 году стала его многолетняя партнёрша, певица Энрикетта Берини, оставившая после этого сцену.
В 1888 он получил орден Рыцаря  Италии.